# Collegio di Milton Keynes North
Milton Keynes North è un collegio elettorale inglese situato nel Buckinghamshire rappresentato alla Camera dei comuni del parlamento del Regno Unito. Elegge un membro del parlamento con il sistema maggioritario a turno unico; l'attuale parlamentare è Chris Curtis del Partito Laburista, che rappresenta il collegio dal 2024.

## Storia
Il collegio (e la sua controparte, Milton Keynes South), venne creato quando i due collegi di Milton Keynes (Milton Keynes North East e Milton Keynes South West) vennero riconfigurati a seguito della quinta revisione periodica dei collegi effettuata dalla Boundary Commission, con lo scopo di parificare l'elettorato dei due collegi per via della crescita della popolazione, che si era verificata maggiormente nell'area urbana delle due. Il collegio di Milton Keynes North è il più rurale dei due.
Mark Lancaster, che era stato deputato per Milton Keynes North East, venne eletto a Milton Keynes North alle elezioni generali del 2010, venendo poi riconfermato nel 2015 e nel 2017.

## Estensione

Milton Keynes North dal 2010 al 2024

Dal 2010 al 2024 il collegio ha incluso i seguenti ward elettorali: Bradwell, Broughton, Central Milton Keynes, Campbell Park and Old Woughton, Monkston, Newport Pagnell and Hanslope, Newport Pagnell South, Olney, Stantonbury, Wolverton Di questi ward, Newport Pagnell and Hanslope e Olney erano più rurali; gli altri erano più urbani. Ogni ward elegge tre consiglieri, pertanto i loro elettorali erano all'incirca uguali.
Dal 2024 il collegio è costituito dai seguenti ward di Milton Keynes: Newport Pagnell North and Hanslope, Newport Pagnell South, Olney, Stantonbury, Stony Stratford e Wolverton. Il collego è stato modificato in maniera sostanziale; il centro cittadino e la parte orientale (comprendente il 43% del precedente elettorato) sono ora inclusi nel nuovo collegio di Milton Keynes Central; per compensare questo spostamento, Stony Stratford è stata aggiunta a Milton Keynes North dal collegio di Milton Keynes South, ora abolito. Il nuovo collegio di Buckingham and Bletchley copre anche in parte Milton Keynes.

## Membri del parlamento
| Elezione | Elezione    | Deputato       | Partito      |
| -------- | ----------- | -------------- | ------------ |
|          | 2010        | Mark Lancaster | Conservatore |
| 2019     | Ben Everitt |                | Conservatore |
|          | 2024        | Chris Curtis   | Laburista    |

## Elezioni

### Elezioni negli anni 2020
| Partito                    | Partito                                           | Candidato                  | Risultati 4 luglio 2024 | Risultati 4 luglio 2024 |
| Partito                    | Partito                                           | Candidato                  | Voti                    | %                       |
| -------------------------- | ------------------------------------------------- | -------------------------- | ----------------------- | ----------------------- |
|                            | Laburista                                         | Chris Curtis               | 19 318                  | 42,02                   |
|                            | Conservatore                                      | Ben Everitt                | 13 888                  | 30,21                   |
|                            | Reform UK                                         | Jane Duckworth             | 6 164                   | 13,41                   |
|                            | Lib Dem                                           | Clare Tevlin               | 3 365                   | 7,32                    |
|                            | Verde                                             | Alan Francis               | 3 242                   | 7,05                    |
|                            |                                                   |                            |                         |                         |
| Iscritti                   | Iscritti                                          | Iscritti                   | 70 709                  | 100,00                  |
| ↳ Votanti (% su iscritti)  | ↳ Votanti (% su iscritti)                         | ↳ Votanti (% su iscritti)  | 45 977                  | 65,02                   |
| ↳ Astenuti (% su iscritti) | ↳ Astenuti (% su iscritti)                        | ↳ Astenuti (% su iscritti) | 24 732                  | 34,98                   |
|                            |                                                   |                            |                         |                         |
|                            | Esito: collegio passa da Conservatore a Laburista |                            |                         |                         |

### Elezioni negli anni 2010
| Partito                    | Partito                                   | Candidato                  | Risultati 12 dicembre 2019 | Risultati 12 dicembre 2019 |
| Partito                    | Partito                                   | Candidato                  | Voti                       | %                          |
| -------------------------- | ----------------------------------------- | -------------------------- | -------------------------- | -------------------------- |
|                            | Conservatore                              | Ben Everitt                | 30 938                     | 49,47                      |
|                            | Laburista                                 | Charlynne Pullen           | 24 683                     | 39,47                      |
|                            | Lib Dem                                   | Aisha Mir                  | 4 991                      | 7,98                       |
|                            | Verdi                                     | Catherine Rose             | 1 931                      | 3,09                       |
|                            |                                           |                            |                            |                            |
| Iscritti                   | Iscritti                                  | Iscritti                   | 91 535                     | 100,00                     |
| ↳ Votanti (% su iscritti)  | ↳ Votanti (% su iscritti)                 | ↳ Votanti (% su iscritti)  | 64 044                     | 69,97                      |
| ↳ Astenuti (% su iscritti) | ↳ Astenuti (% su iscritti)                | ↳ Astenuti (% su iscritti) | 27 491                     | 30,03                      |
|                            |                                           |                            |                            |                            |
|                            | Esito: collegio confermato a Conservatore |                            |                            |                            |

| Partito                    | Partito                                   | Candidato                  | Risultati 8 giugno 2017 | Risultati 8 giugno 2017 |
| Partito                    | Partito                                   | Candidato                  | Voti                    | %                       |
| -------------------------- | ----------------------------------------- | -------------------------- | ----------------------- | ----------------------- |
|                            | Conservatore                              | Mark Lancaster             | 30 307                  | 47,46                   |
|                            | Laburista                                 | Charlynne Pullen           | 28 392                  | 44,46                   |
|                            | Lib Dem                                   | Imogen Shepherd-Dubey      | 2 499                   | 3,91                    |
|                            | UKIP                                      | Jeff Wyatt                 | 1 390                   | 2,18                    |
|                            | Verdi                                     | Alan Francis               | 1 107                   | 1,73                    |
|                            | Cristiano                                 | Venetia Sams               | 169                     | 0,26                    |
|                            |                                           |                            |                         |                         |
| Iscritti                   | Iscritti                                  | Iscritti                   | 89 210                  | 100,00                  |
| ↳ Votanti (% su iscritti)  | ↳ Votanti (% su iscritti)                 | ↳ Votanti (% su iscritti)  | 64 044                  | 71,79                   |
| ↳ Astenuti (% su iscritti) | ↳ Astenuti (% su iscritti)                | ↳ Astenuti (% su iscritti) | 25 166                  | 28,21                   |
|                            |                                           |                            |                         |                         |
|                            | Esito: collegio confermato a Conservatore |                            |                         |                         |

| Partito                    | Partito                                   | Candidato                  | Risultati 7 maggio 2015 | Risultati 7 maggio 2015 |
| Partito                    | Partito                                   | Candidato                  | Voti                    | %                       |
| -------------------------- | ----------------------------------------- | -------------------------- | ----------------------- | ----------------------- |
|                            | Conservatore                              | Mark Lancaster             | 27 244                  | 47,22                   |
|                            | Laburista                                 | Emily Darlington           | 17 491                  | 30,32                   |
|                            | UKIP                                      | David Reilly               | 6 852                   | 11,88                   |
|                            | Lib Dem                                   | Paul Graham                | 3 575                   | 6,20                    |
|                            | Verdi                                     | Jennifer Marklew           | 2 255                   | 3,91                    |
|                            | TUSC                                      | Katie Simpson              | 163                     | 0,28                    |
|                            | Indipendente                              | David Mortimer             | 112                     | 0,19                    |
|                            |                                           |                            |                         |                         |
| Iscritti                   | Iscritti                                  | Iscritti                   | 86 885                  | 100,00                  |
| ↳ Votanti (% su iscritti)  | ↳ Votanti (% su iscritti)                 | ↳ Votanti (% su iscritti)  | 57 692                  | 66,40                   |
| ↳ Astenuti (% su iscritti) | ↳ Astenuti (% su iscritti)                | ↳ Astenuti (% su iscritti) | 29 193                  | 33,60                   |
|                            |                                           |                            |                         |                         |
|                            | Esito: collegio confermato a Conservatore |                            |                         |                         |

| Partito                    | Partito                                         | Candidato                  | Risultati 6 maggio 2010 | Risultati 6 maggio 2010 |
| Partito                    | Partito                                         | Candidato                  | Voti                    | %                       |
| -------------------------- | ----------------------------------------------- | -------------------------- | ----------------------- | ----------------------- |
|                            | Conservatore                                    | Mark Lancaster             | 23 419                  | 43,46                   |
|                            | Laburista Co-Op                                 | Andrew Pakes               | 14 458                  | 26,83                   |
|                            | Lib Dem                                         | Jill Hope                  | 11 894                  | 22,07                   |
|                            | UKIP                                            | Michael Phillips           | 1 771                   | 3,29                    |
|                            | BNP                                             | Richard Hamilton           | 1 154                   | 2,14                    |
|                            | Verdi                                           | Alan Francis               | 733                     | 1,36                    |
|                            | Popoli Cristiani                                | John Lennon                | 206                     | 0,38                    |
|                            | Monster Raving Loony                            | Matt "Bananamatt" Fensome  | 154                     | 0,29                    |
|                            | Indipendente                                    | Anant Vyas                 | 95                      | 0,18                    |
|                            |                                                 |                            |                         |                         |
| Iscritti                   | Iscritti                                        | Iscritti                   | 82 510                  | 100,00                  |
| ↳ Votanti (% su iscritti)  | ↳ Votanti (% su iscritti)                       | ↳ Votanti (% su iscritti)  | 54 292                  | 65,80                   |
| ↳ Astenuti (% su iscritti) | ↳ Astenuti (% su iscritti)                      | ↳ Astenuti (% su iscritti) | 28 218                  | 34,20                   |
|                            |                                                 |                            |                         |                         |
|                            | Esito: collegio a Conservatore (nuovo collegio) |                            |                         |                         |

## Risultati dei referendum

### Referendum sulla permanenza del Regno Unito nell'Unione europea del 2016
|             | Collegio            | Lasciare UE % | Rimanere in UE % |
| ----------- | ------------------- | ------------- | ---------------- |
|             | Milton Keynes North | 49,8%         | 50,2%            |
|             | Inghilterra         | 53,3%         | 46,7%            |
| Regno Unito | 51,9%               | 48,1%         |                  |